# Alysia proia
Alysia proia är en stekelart som beskrevs av Robert A.Wharton 1988. Alysia proia ingår i släktet Alysia och familjen bracksteklar. Inga underarter finns listade i Catalogue of Life.